# برام کوهن
برام کوهن (به انگلیسی: Bram Cohen) (زاده ۱۲ اکتبر ۱۹۷۵) برنامه‌نویس آمریکایی است که بخاطر ساخت پروتکلبیت‌تورنت، پروتکلی بر مبنای توزیع فایل در شبکه‌های همتا به همتا مشهور است. او بنیان‌گذار شرکت Codecon نیز هست.

## زندگی
کوهن در منهتن بزرگ شده‌است. او فرزند یک معلم و دانشمند کامپیوتر است. در سن ۵ سالگی آغاز به یادگیری زبان برنامه‌نویسی بیسیک کرد. تحصیلات دانشگاهی خود را در دانشگاه ایالتی نیویورک در بوفالو گذراند.
او در آوریل ۲۰۰۱ (میلادی) بیت‌تورنت را طراحی کرد. نسخه اول آن را به زبان پایتون نوشت. در سال ۲۰۰۴ (میلادی) به همراه برادرش راس کوهن و شریک تجاریشان آشوین ناوین موسسهٔ بیت‌تورنت را بنیان‌گذاری کردند.

او اکنون با همسرش جنا و سه فرزندش در منطقه خلیج سانفرانسیسکو زندگی می‌کند.

## جوایز
- جایزهٔ Wired Rave Award در سال ۲۰۰۴.
- جایزهٔ تی‌آر۳۵ از مؤسسه فناوری ماساچوست آمریکا. به عنوان یکی از ۳۵ مبتکر داری سن کمتر از ۳۵ سال، در سال ۲۰۰۵.
- جایزهٔ تایم ۱۰۰ در سال ۲۰۰۵.
- جایزهٔ USENIX STUG Award در سال ۲۰۰۶.
- جایزهٔ Internet Evolution ۱۰۰ در سال ۲۰۱۰.